# Jacques Wijts

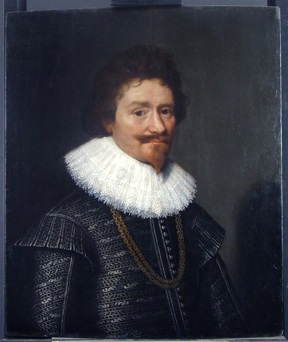
Jacob Wijts, 1627 door Michiel Jansz. van Mierevelt.

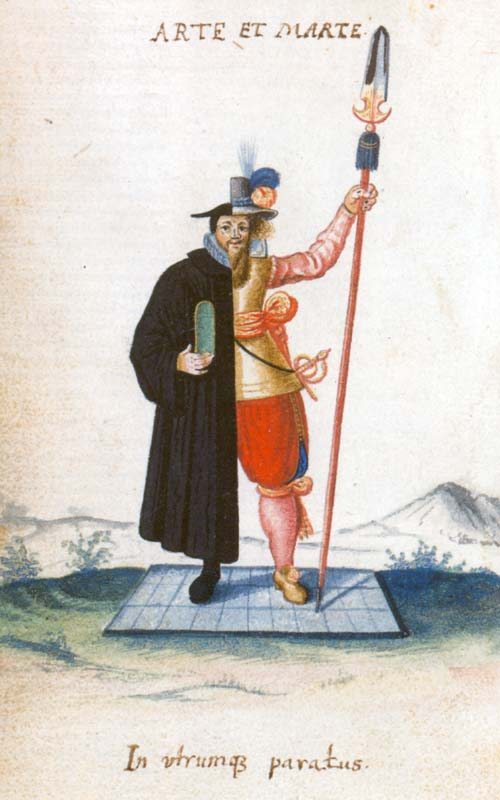
Tekening en tekst door Jacques Wijts als bijdrage in het album amicorum van Ernst Brinck. De tekst Arte et Marte en afbeelding van een halve soldaat en een halve geleerde verbeelden de vereniging van militaire en wetenschappelijke kunsten. Dit was een populair gedachtegoed in de officierskring rond Maurits van Nassau.

Jacques Wijts (1579-1643) was sergeant-majoor-generaal in het Staatse leger vanaf 1624. Daarvoor was Wijts vanaf 1606 kapitein van de infanterie. Van 1629 tot 1642 was hij president van de krijgsraad. Hij was onder andere betrokken bij het Beleg van Groenlo in 1606 en het Beleg van 's-Hertogenbosch in 1629. Over dat laatste schreef hij een verslag in het Frans. 
Hij was bekend met de krijgsgeschiedenis en het is bekend dat hij Hugo de Groot en P.C. Hooft hielp met informatie uit militaire archieven voor hun publicaties. Hij speelde een rol in het onderwijs van de kinderen van Maurits van Oranje, Lodewijk en Willem. Omdat Wijts een aanhanger was van de remonstranten raakte hij begin 1625 uit de gratie bij Maurits.
Wijts was getrouwd met Magdalena van Valckensteyn, dochter van de ontvanger-generaal van Holland, een rijk man. Het huwelijk bleef kinderloos. Hij bezat een riant huis aan de Kneuterdijk in Den Haag en een schilderijencollectie met schilderijen van onder andere Michiel Jansz. van Mierevelt, Gerard van Honthorst en Jan van Ravesteyn. Na zijn dood gingen zijn bezittingen over naar de dochter van zijn halfzus: Margaretha Turnor (1613-1700).
Jacques was zoon van Jan Wyts de la Boucharderie die tijdens de protestantse periode burgemeester was van Brugge. Na het overlijden was van zijn vader hertrouwde zijn moeder met Adolf van Meetkerke en emigreerde het gezin naar het noorden. Rond 1600 woonde Jacques Wijts in Leiden waar hij mogelijk de lessen van Duytse Mathematique volgde.